# Milešovka
Milešovka (německy Milleschauer, Donnersberg neboli Hromová hora) je nejvyšší hora Českého středohoří na území stejnojmenné chráněné krajinné oblasti. Její vrchol leží ve výšce 836,7 metrů nad mořem.Jméno získala podle nedalekého Milešova, části obce Velemín v okrese Litoměřice, na jehož katastrálním území leží. V roce 1951 zde byla vyhlášena národní přírodní rezervace (51,3 ha). V roce 2013 došlo k opětnému vyhlášení národní přírodní rezervace ve vrcholové partii Milešovky. Nové vyhlášení odstranilo rozdíly mezi historickými údaji a současnou rozlohou území, které vyžaduje ochranu.
Z vrcholu hory je kruhový rozhled do dalekého okolí. Milešovka je považována za největrnější horu Česka, bezvětří je tu jen osm dní v roce.

## Přírodní poměry

### Geomorfologie a geologie
Milešovka leží v geomorfologickém okrsku Kostomlatské středohoří, na jehož území se nacházejí nejvyšší vrcholy nadřazeného geomorfologického podcelku Milešovské středohoří a potažmo i celého Českého středohoří.
Masív hory je tvořen třetihorními magmatickými horninami trachytem a sodalitickým trachytem, mineralogicky se skládajícími z plagioklasu, draselného živce a sodalitu.Z geologického hlediska je Milešovka  tektonicky vyzdvižený trachytový lakolit, vypreparovaný z povrchových vulkanitů. Pozoruhodnou geologickou lokalitou je vrch Šibeník (487 m n. m.), který se nachází mezi jižním úpatím Milešovky a Milešovem. Jedná se o tektonicky vyzdviženou kru, nejvýše položený výskyt krystalinika v Českém středohoří. Tato kra je tvořená dvojslídnými muskovit-biotitickými rulami, které odpovídají rulám, vyskytujícím se v okolí Bíliny.

### Flóra
Na příkrých stráních roste především dub, občas buk, javor nebo smrk. Na sutích rozpadávající se skály lze najít celou řadu vzácných chráněných rostlin. Významnou lokalitou jsou Výří skály, asi 30 metrů vysoká skalní stěna bez lesnatého porostu. Kvete zde lilie zlatohlavá, kosatec bezlistý, plicník lékařský. Dále se tu vyskytuje kapradinka skalní a medvědice lékařská.

## Podnebí
Průměrná roční teplota za období 1905–1994 činí na Milešovce +5,2 °C (maximum +6,9 °C v roce 1934; minimum +3,4 °C v roce 1940), nejchladnějším měsícem je leden s průměrnou teplotou −4,3 °C, nejteplejším červenec s průměrnou teplotou +14,6 °C. Nejvyšší teplota (+34,7 °C) byla na Milešovce naměřena 5. července 1957, absolutně nejnižší 9. února 1956, kdy se rtuť teploměru na Milešovce propadla k −28,3 °C. Nejteplejší den je 1. srpen s průměrnou teplotou +15,5 °C. Naopak nejchladnějšími dny s průměrnou teplotou −4,6 °C jsou 12., 14. a 26. leden.
Průměrné roční srážky za období 1905–1994 dosahují na Milešovce 557,0 mm. Nejdeštivějším měsícem je červenec (73,0 mm), nejsušším únor (30,6 mm). Nejvlhčím byl s hodnotou 815,4 mm rok 1941, naopak nejsušším (348,3 mm) rok 1933. Nejdeštivějším měsícem v historii měření byl srpen 1970 (224,1 mm), naopak v říjnu 1908 nepršelo vůbec. Průměrná maximální výška sněhové pokrývky je na Milešovce nejvyšší v únoru (35 cm). Maximální zaznamenaná výška sněhu na Milešovce byla v březnu 1965 (135 cm).
Milešovka je díky své poloze a výšce největrnější stanicí v České republice (tvoří nejvyšší bod v dalekém okolí, nejbližší překážkou jsou Krušné hory; její povrch o malé ploše znamená menší tření, málo zmírňující rychlost proudění vzduchu). Průměrná roční rychlost větru činí 8,6 m/s, největrnějšími měsíci jsou listopad a prosinec (10 m/s), nejméně větrnými květen a srpen (7,5 m/s). Převládající proudění jsou na Milešovce západní (relativní četnost 20,0 %) a severozápadní (relativní četnost 15,4 %). Pouze v 1,6 % roku vládne na Milešovce bezvětří. Nejvyšší rychlost nárazu větru zde byla zaznamenána 14. ledna 1967 (překročila horní hranici registrace přístroje, tj. 50 m/s).

## Stavby na vrcholu
- Horská chata Milešovka — na vrcholu vznikla ve dvacátých letech 19. století jedna z prvních horských restaurací v Čechách.
- Veberova nouzovna  — nabízí možnost přespání až pro 10 osob
- Meteorologická observatoř Milešovka — v roce 1905 byla na vrcholu zřízena Meteorologická observatoř Milešovka a u ní pak 19 metrů vysoká rozhledna. O její zbudování se zasloužil teplický průmyslník a nadšený alpinista Reginald Czermack, čestný předseda Horského spolku pro severozápadní Čechy v Teplicích.[9] Na návrh stanice bylo vypsáno výběrové řízení, v němž zvítězil projekt architekta J. Hocka v romantickém duchu.
- Rozhledna Milešovka — 19 metrů vysoká rozhledna byla vybudována zároveň s observatoří jako její součást.
- Nákladní lanová dráha Bílka - Milešovka — Pro zajištění provozu na vrcholku hory byla od severu zřízena malá nákladní lanová dráha.

Na vrcholu hory je stálé meteorologické pracoviště Ústavu fyziky atmosféry, součást Akademie věd ČR. Za příznivého počasí může rozhlednu navštívit veřejnost a ve věži si prohlédnout stálou expozici. Výstup je obvykle provázen odborným výkladem o historii a výsledcích meteorologických pozorování. Na vrcholu se též nachází významný telekomunikační bod, užívaný zejména pro dálkový přenos dat (mimo jiné i pro komunikaci mezi Prahou a některými městy v severních Čechách). Funguje zde také stálá meteorologická a telekomunikační služba.

## Historie

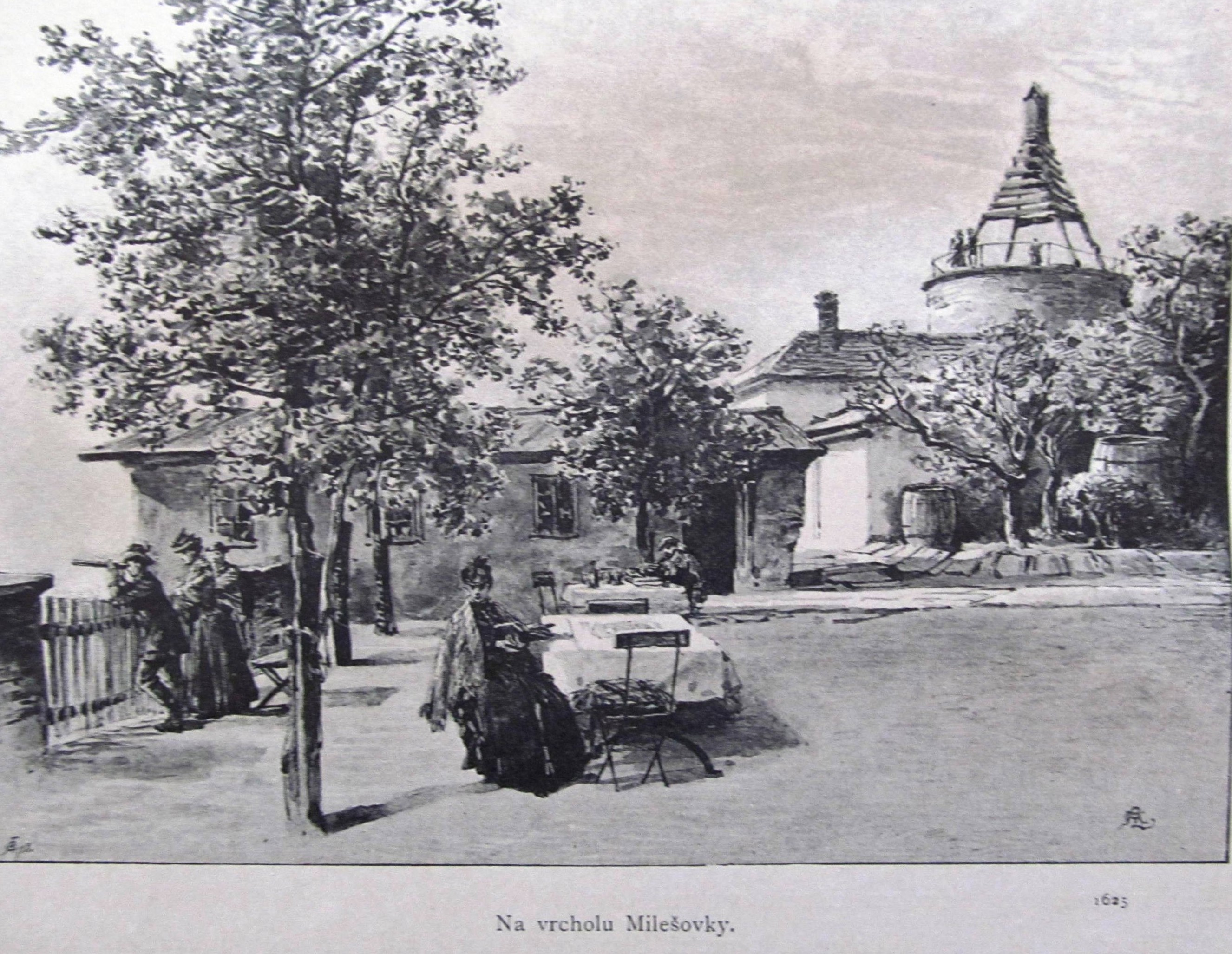
Vrchol Milešovky v roce 1892

Pravěké doklady o přítomnosti člověka na Milešovce pocházejí z období neolitu (cca 5600–4200 př. n. l.) a mají podobu kamenných seker. Bronzové předměty pocházející z mladší a pozdní doby bronzové (cca 1300–750 př. n. l.) se ve větším měřítku nalezly na kopcích Českého středohoří, mj. na Hradišťanech, Deblíku, Plešivci a také na Milešovce, kde byla nalezena rovněž keramika z té doby. Zřejmě se jedná o doklady jakéhosi kultu hor. Prostřednictvím střepů doložili archeologové na Milešovce pobyt Keltů, což může souviset s jejím využitím jako signálního bodu nebo kultovního místa. Žádná z pravěkých kultur však na hoře nevytvořila opevnění nebo sídliště. Nejstarší archeologický materiál spojený se Slovany jsou střepy ze starší doby hradištní (cca 650–800).
Nejstarší písemná zmínka o hoře pochází z roku 1521. Tehdy je v deskách dvorských vypsaný nemovitý majetek Václava Kostomlatského z Vřesovic, jemuž patřily mj. i Černčice. V zápisu se uvádí "les v Milessowske horze... s rybníčkem, kterýž leží pod Milessowskú horú". Hora získala pojmenování podle názvu vesnice Milešova, doložené písemně od konce 14. století. Jméno Milešov zřejmě pochází z vlastního jména Mileš, které ve staročeštině znamenalo "milý". Německý název Donnersberg (Hromová hora) je až mladšího data a souvisí s poněmčováním kraje po třicetileté válce. První tento název ve tvaru "Tonner Berg" se vyskytuje v roce 1712. Název hory se také dostal do predikátu litoměřické patricijské rodiny Mrázů z Milešovky. Král Ferdinand I. jí ho udělil v roce 1558. Rodině patřil Dům Kalich na litoměřickém náměstí.

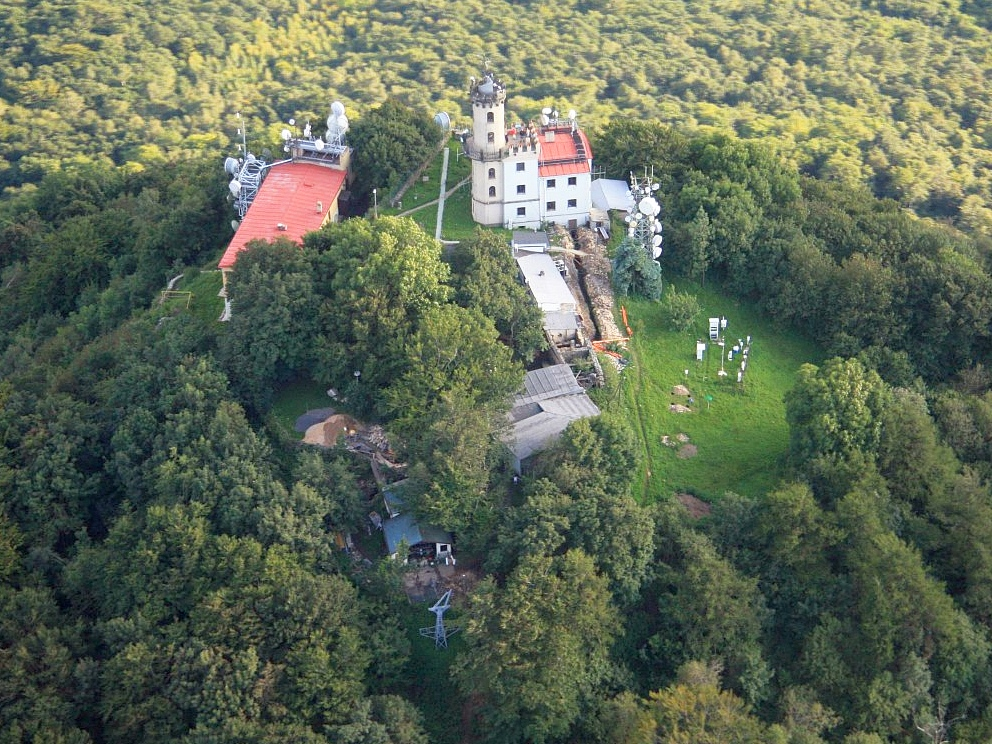
Letecký pohled na vrchol Milešovky

 Milešovku popsal ve svém díle Miscellanea historica regni Bohemiae (Rozmanitosti z historie Království českého) učený jezuita Bohuslav Balbín, který v roce 1679 na horu vystoupal hned několikrát. Balbín Milešovku nazval královnou Českého středohoří. Zachytil i zvyklost obyvatel okolí předpovídat podle hory počasí. Pokud je vrchol Milešovky, píše Balbín, zahalen mraky, přijde s jistotou déšť. Naopak jsou-li mraky nad ostatními kopci a nad Milešovkou nikoliv, pršet nebude. Ve vsích v okolí hory se tento způsob předpovědi používá často i v současnosti.

### Historie turistiky
Návštěvy Milešovky turistického charakteru začaly na přelomu 18. a 19. století a souvisely s rozvojem lázeňství v Teplicích. Už v roce 1808 mělo Milešovku navštívit kolem šesti tisíc osob. V roce 1810 na horu vystoupil Johann Wolfgang Goethe, mezi roky 1819–1839 pravidelně pruský král Fridrich Vilém III. Panovníka několikrát doprovázel přírodovědec Alexander von Humboldt, který v dopisu příteli označil výhled z Milešovky za třetí nejkrásnější v Evropě. Německý spisovatel a cestovatel Hanns Heinz Ewers však ve své knize Mit meinen Augen (Mýma očima) napsal, že podobná hodnocení Humboldt používal pro většinu míst, která navštívil. Obdivně se o Českém středohoří s Milešovkou vyjádřil např. i dramatik Heinrich von Kleist, Krátce před smrtí, 1. listopadu 1836, vystoupil na vrchol v doprovodu literáta Antonína Pflegera-Kopidlanského (1812–1896) Karel Hynek Mácha. Výhled ho okouzlil natolik, že začal recitovat své básně a zazpíval si s přítomnými českými turisty. Jaroslava Vrchlického inspiroval výstup na horu k sepsání básně Na Milešovce.
V 1. polovině 19. století ještě nebyla cesta na vrchol pro méně fyzicky zdatné návštěvníky jednoduchá. Lázeňští hosté mohli dojet kočárem z Teplic jen do Bořislavi nebo Žalan, odkud pokračovali pěšky do Bílky. Silnice do této osady bezprostředně pod Milešovkou byla totiž vybudována až v roce 1836. Výstupy bohatých lázeňských hostů na Milešovku se staly pro část obyvatel Bílky zdrojem přivýdělku, když působili jako nosiči. Na speciálně upravených sedačkách si posadili hosta na záda a takto ho za 3 krejcary donesli až na vrchol.

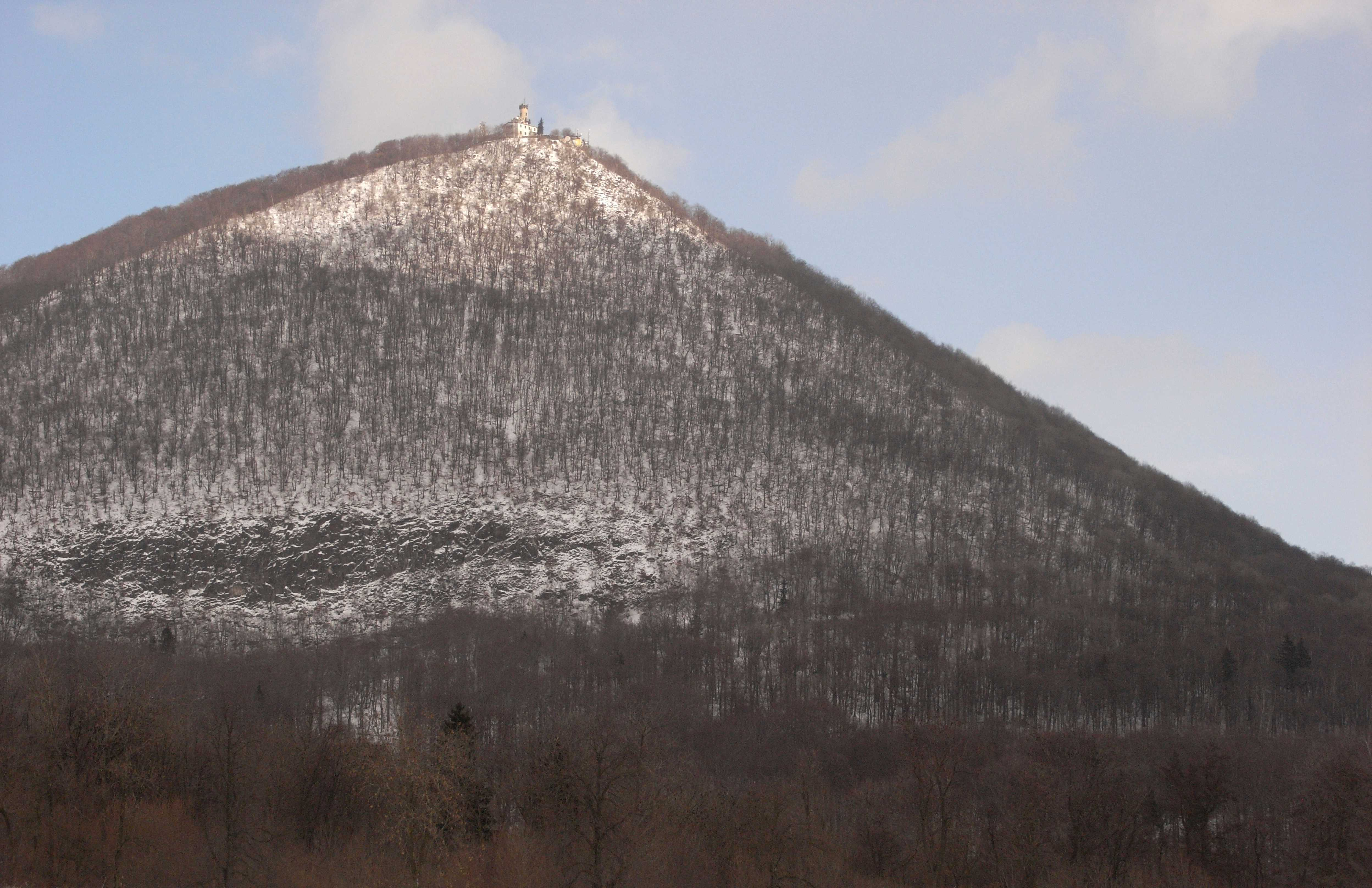
Zimní pohled na Milešovku

 První, kdo zajistil návštěvníkům základní podmínky k delšímu pobytu na vrcholu hory, byl Antonín Veber († 1858), hostinský nejprve v Milešově a později ve Velemíně. Veber pochopil možnosti, jaké poskytování stravovacích a ubytovacích možností na Milešovce nabízí. V roce 1820 zde se souhlasem správy hrzánovského panství, kam hora patřila, zřídil provizorní hostinec. Aby mohli návštěvníci zažít pověstný východ slunce, postavil zde roku 1825 několik přístřešků, umožňující přenocování. Veber se také zasloužil o zřízení pohodlných přístupových cest na vrchol z Bílky a z Velemína.
Veber na kopci zřídil také obchod, kde se prodávala bižuterie, české sklo, minerály z okolí a další upomínkové předměty. Hospoda byla časem rozšířena na dvě jídelny, poblíž postavena kaplička a upravilo se také prostranství k tanci. Za Vebera byla také na vrcholu postavena čtyřmetrová rozhledna. Po Veberově smrti se nájemci restaurace střídali, v únoru 1905 však budova vyhořela. Ještě téhož roku ale postavila ledeburská lesní správa hospodu novou.
O provoz na Milešovce se staral Nordwestböhmische Gebirgsvereins-Verband Teplitz (Horský spolek pro severozápadní Čechy Teplice), založený v roce 1880. Ten také přišel s myšlenkou zřídit na vrcholu meteorologickou observatoř. Zájem o Milešovku nebyl nikdy přerušen. Například od roku 1958 pořádal turistický oddíl z Ústí nad Labem každou první jarní neděli na Milešovce horskou slavnost.
Milešovka je jako dobře přístupný vrchol s vynikajícím výhledem turisticky velmi atraktivní a je hojně navštěvována. Značené turistické trasy vedou z Velemína, Bílky, Černčic a Milešova, z Paškapole se napojuje žlutá turistická značka na cestu od Velemína. Na vrcholu je o sobotách, nedělích a svátcích otevřená restaurace, od pátku do neděle je otevřený bufet. Rovněž se zde nachází řada informačních tabulí věnovaných historii meteorologické observatoře, okolní přírodě a meteorologii.

## Galerie

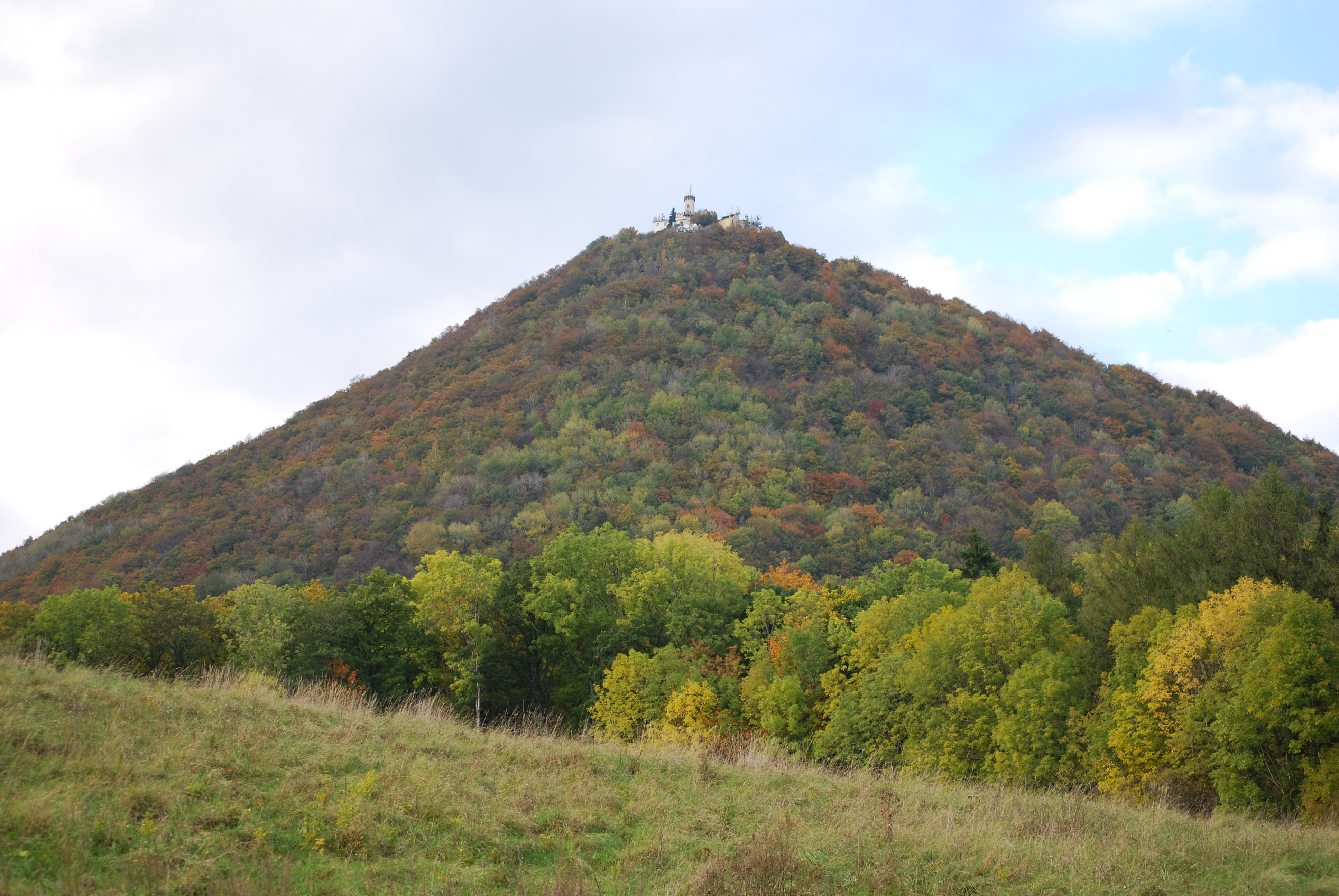
Milešovka od Milešova
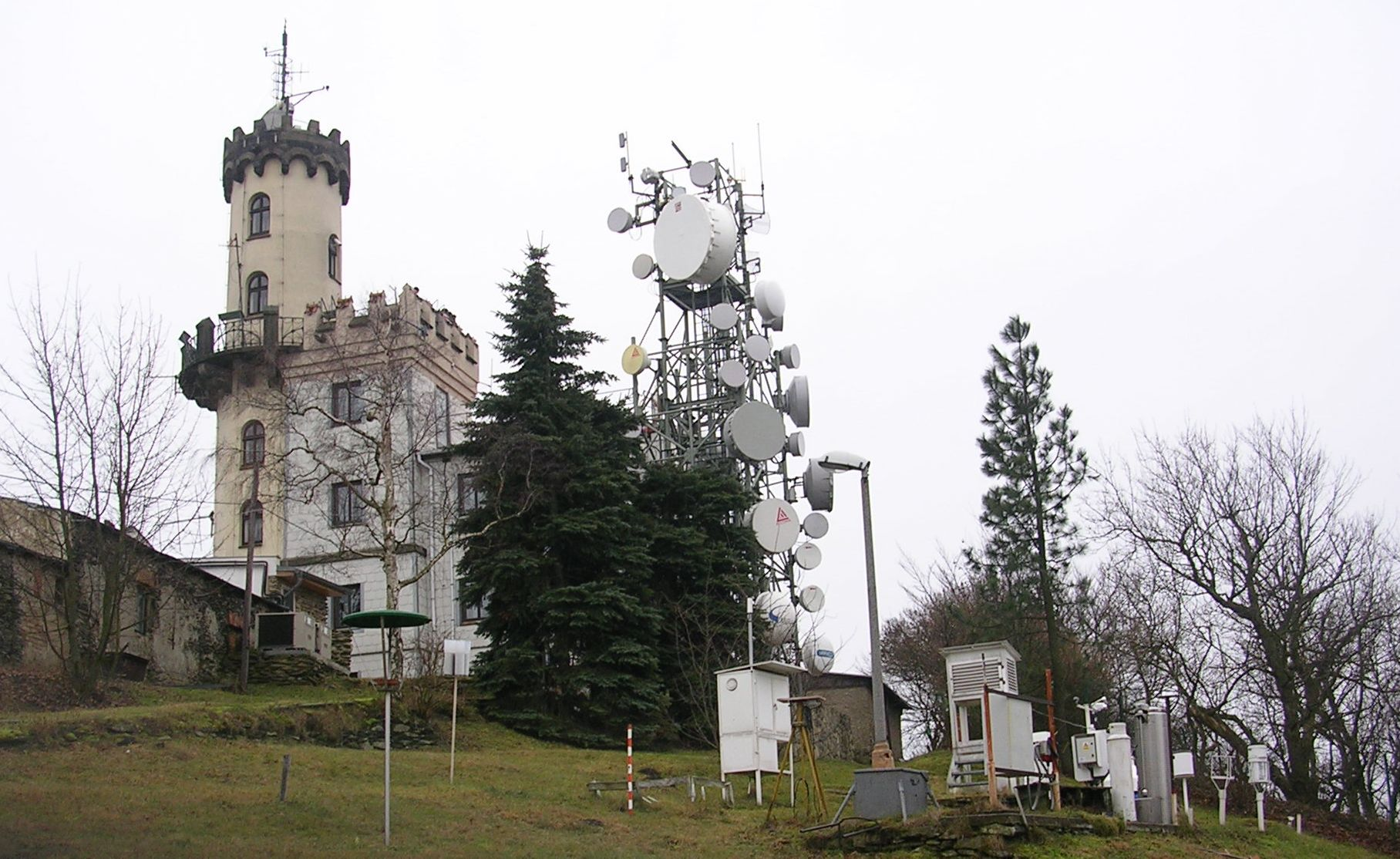
Meteorologická stanice s rozhlednou
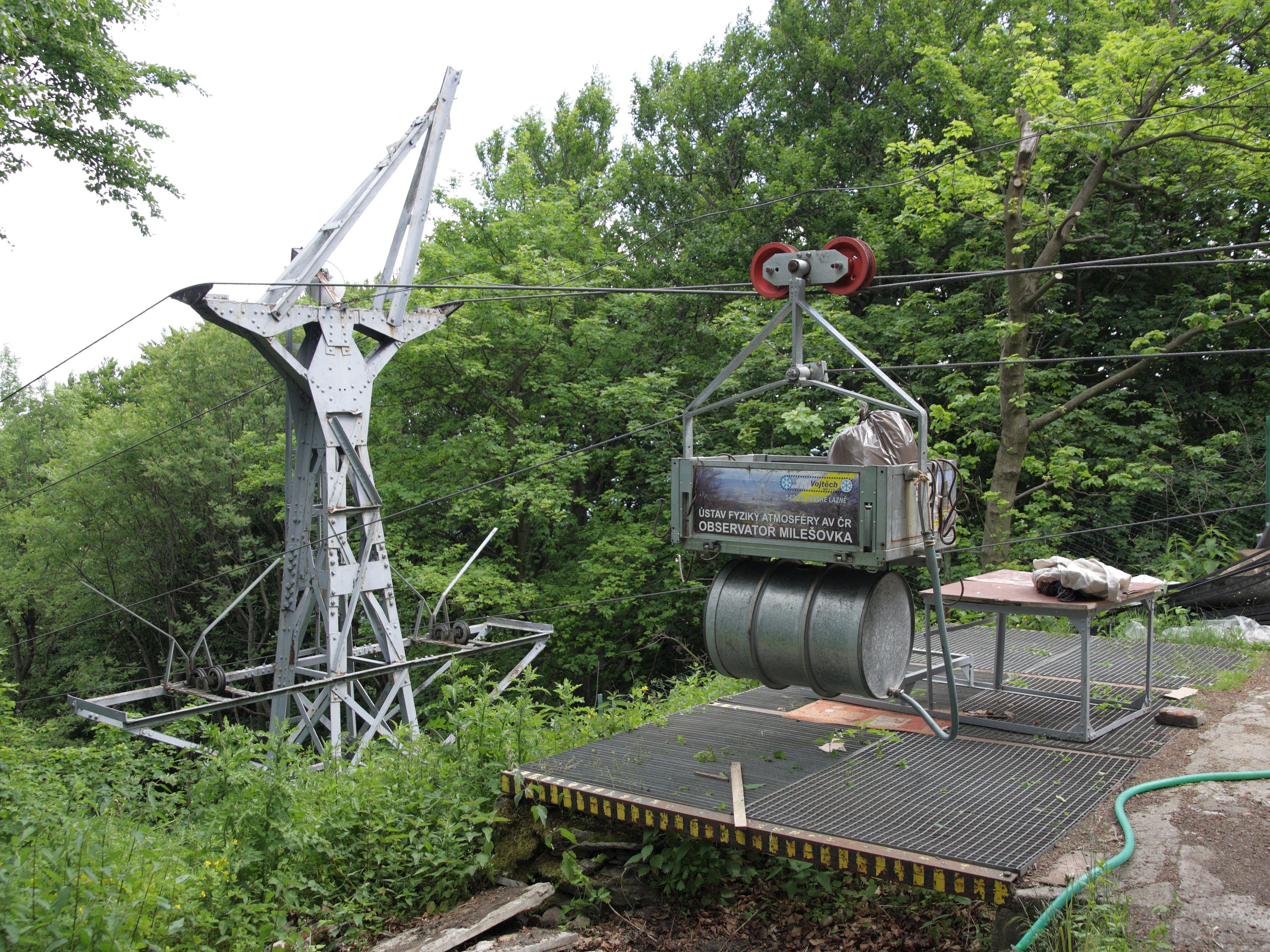
Nákladní lanovka
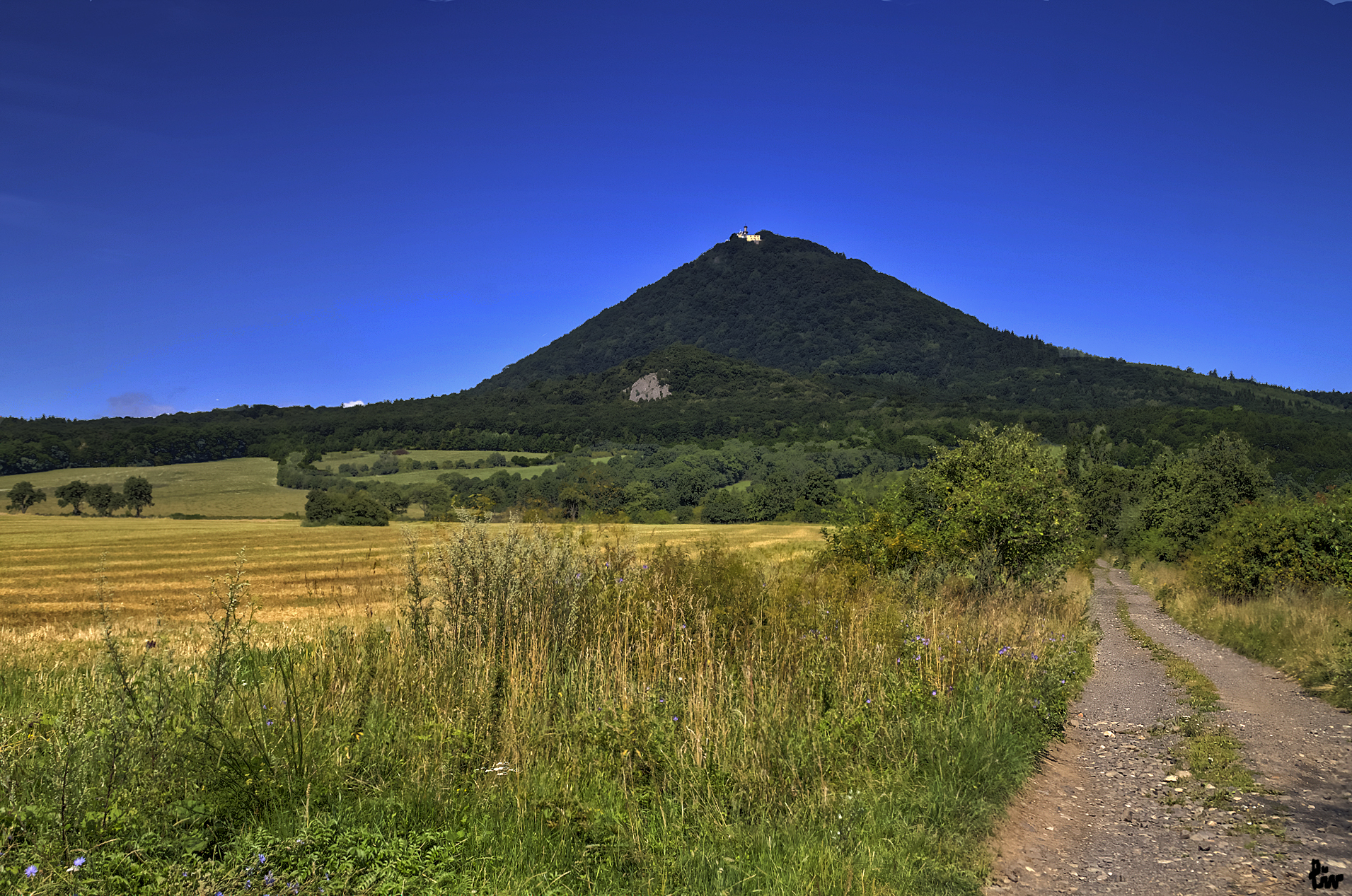
Milešovka od jihovýchodu
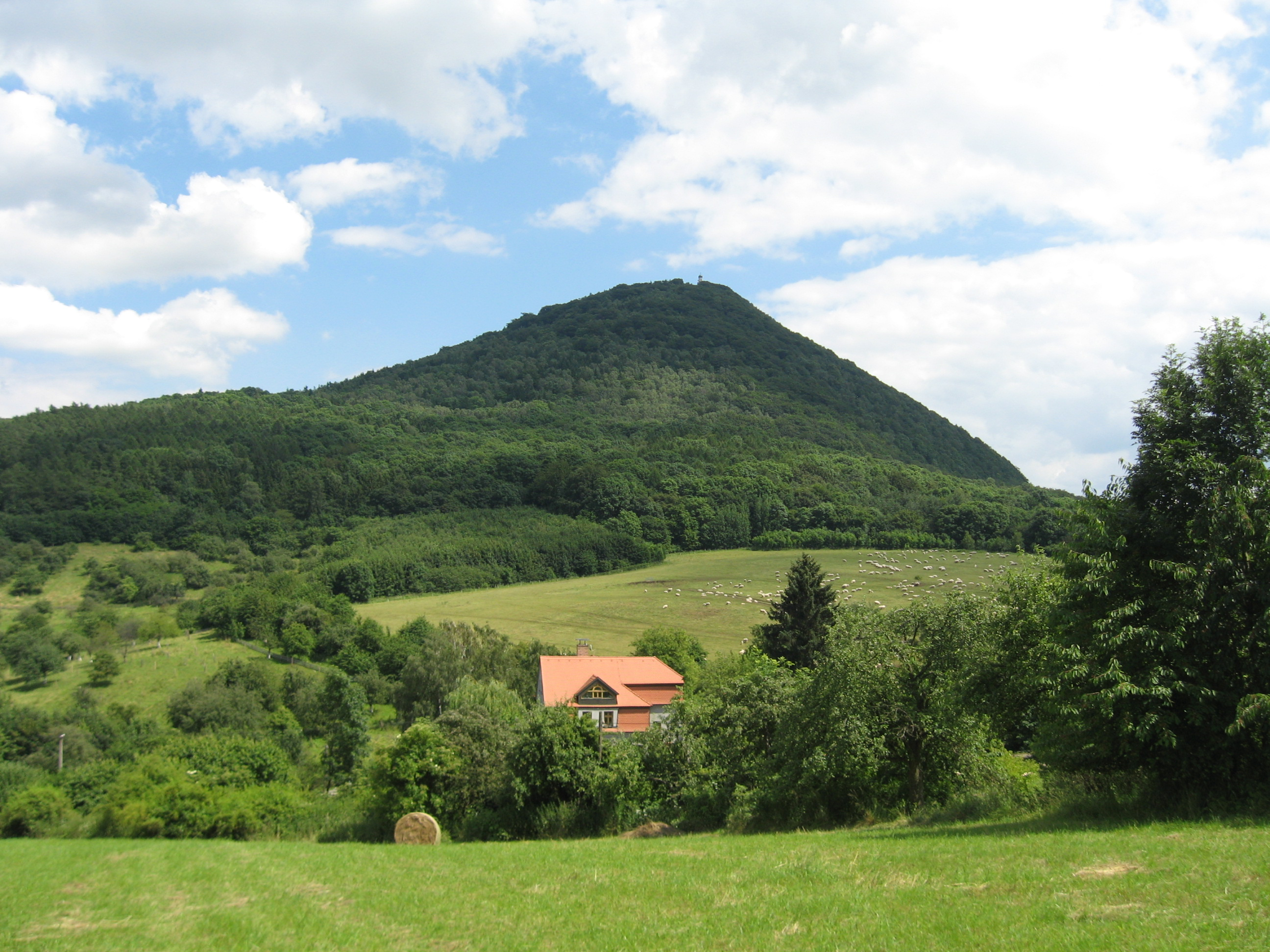
Milešovka od Černčic
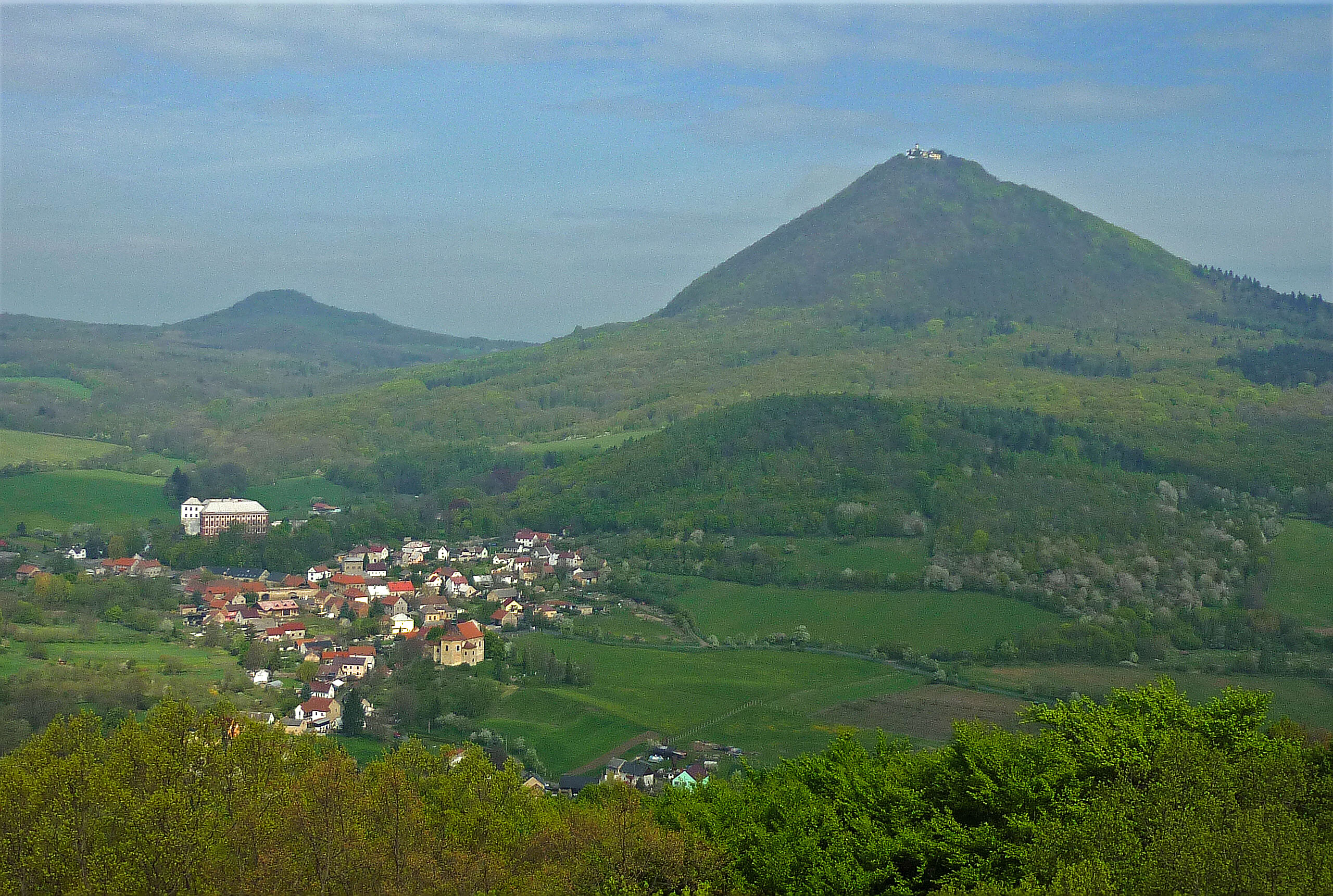
Milešovka a Milešov z Ostrého
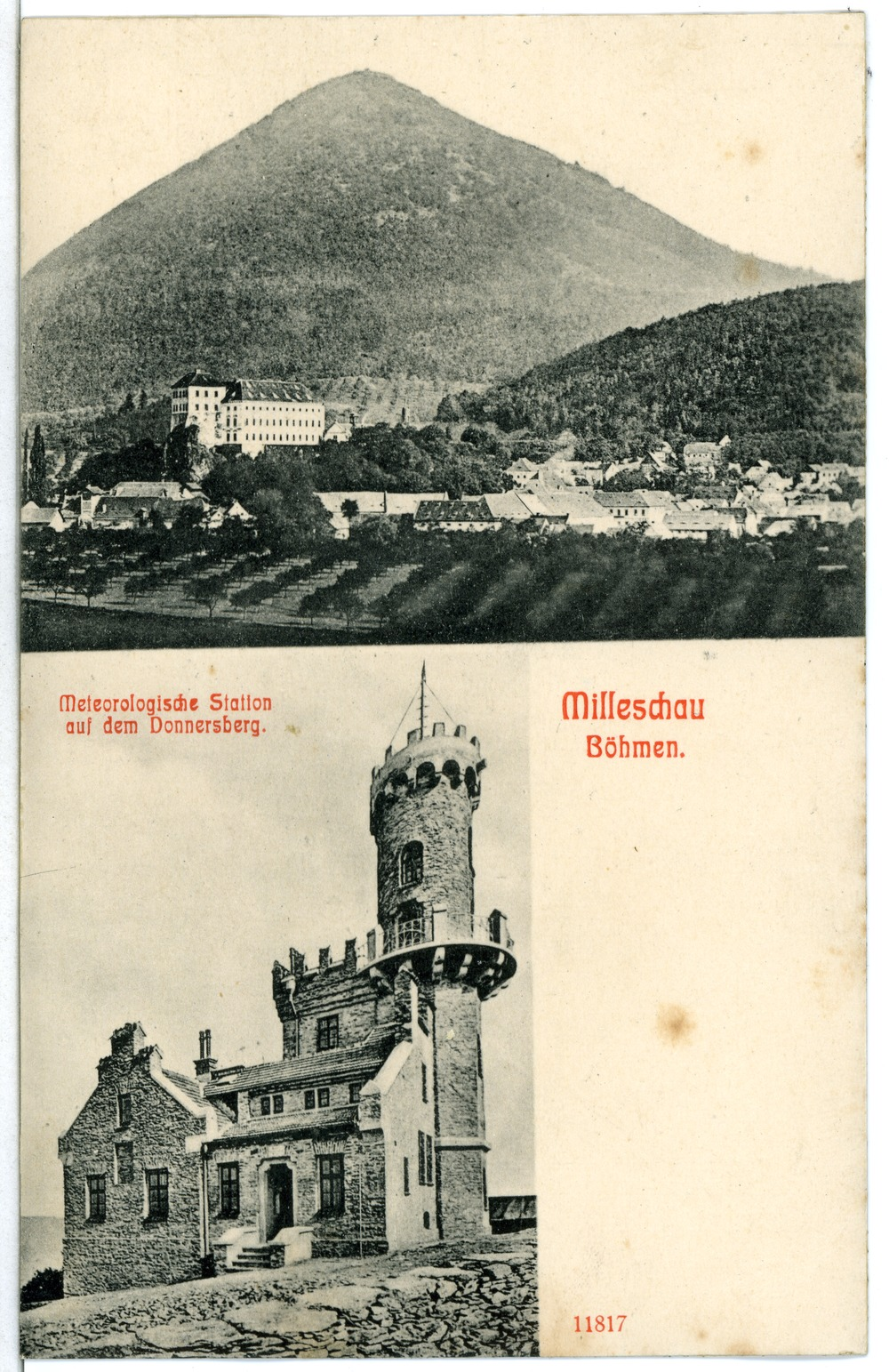
Meteorologická stanice v roce 1910
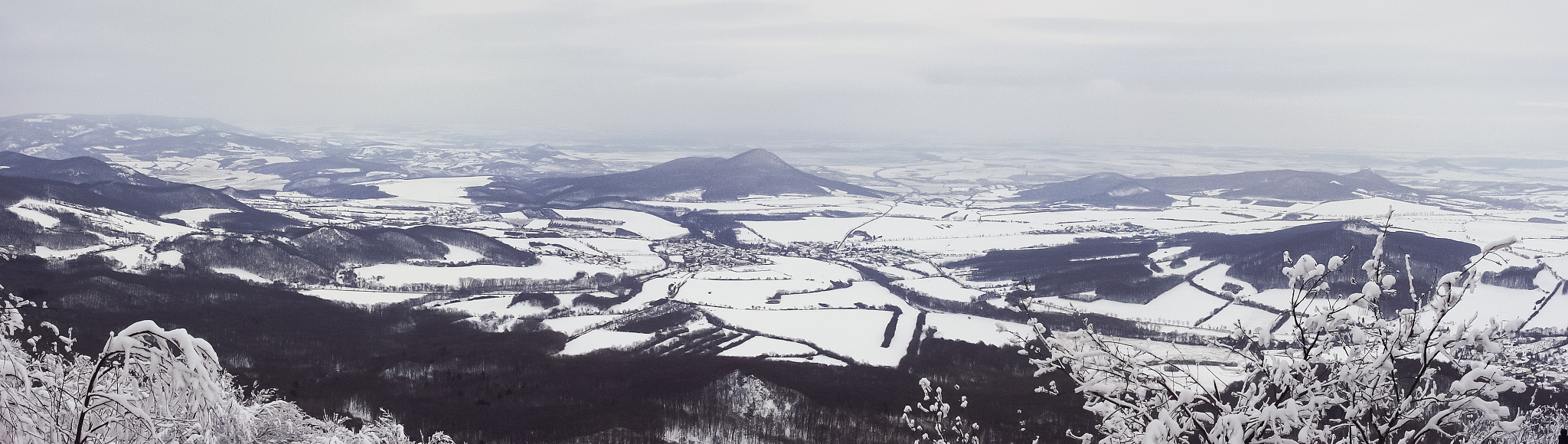
Zimní výhled z Milešovky